# Jacques Chirac
Jacques René Chirac (Paris, 29 de novembro de 1932 – Paris, 26 de setembro de 2019) foi um político francês filiado à UMP. Foi prefeito de Paris, e primeiro-ministro da França, de 1974 a 1976 e de 1986 a 1988. Foi também o vigésimo segundo presidente da França, de 1995 a 2007. Como presidente, foi também co-príncipe de Andorra, por inerência.

## Biografia

### Preparação (1932–1967)
Jacques Chirac nasceu a 29 de novembro de 1932 na Clínica Geoffroy-Saint-Hilaire, em Paris. O seu pai, Abel-François Chirac (1893–1968), era administrador de empresas, e mãe Marie-Louise Valette (1902–1973), dona de casa. Os avós eram de origem camponesa, ainda assim eles eram professores primários em Sainte-Féréole, no departamento da Corrèze. Conforme o próprio Chirac, o seu apelido de família tem origem nas línguas da Occitânia, as línguas dos trovadores e da poesia.
Jacques era filho único. Uma irmã mais velha morreu muito jovem antes mesmo de Jacques nascer. Estudou no Liceu Carnot e passou depois ao Liceu Louis-le-Grand. Ao finalizar o ensino secundário, esteve embarcado durante três meses como marujo num navio de transporte de carvão. Em 1951, matriculou-se no Institut d'études politiques de Paris (Sciences-Po Paris), onde se graduou em 1954. Passou também pela Summer school da Universidade de Harvard, em 1953. Durante este período militou brevemente no Partido Comunista Francês. Serviu de ardina ao L'Humanité (o jornal do PC francês) e participou pelo menos de uma reunião de uma célula comunista. Em 1950, assinou o Apelo de Estocolmo contra a bomba atómica. Dada a inspiração comunista de tal documento, teve dificuldades quando mais tarde pediu o seu primeiro visto para viajar aos Estados Unidos.
Torna-se noivo de Bernadette Chodron de Courcel em 17 de Outubro de 1953. No Outono de 1954, começou a estudar na ENA, a famosa escola de administração francesa. Casa-se com Barnadette a 16 de Março de 1956, embora com as dúvidas da família desta em aceitar um jovem saído duma família de origem razoavelmente humilde. Por isso, foi-lhes mesmo recusado celebrar o casamento na Basílica de Santa Clotilde, no bairro de Saint-Germain. Em seu lugar, a cerimónia decorreu na capela conhecida como Las Cases, um anexo da basílica, reservado às aulas de catequese e às cerimónias apressadas. Bernadette e Jacques têm duas filhas, Laurence (nascida em 1958) e Claude.
Logo após o casamento, presta serviço militar, entre 1956 e 1957. Sendo um promissor jovem diplomado, talvez tivesse podido evitar a guerra da Argélia. No entanto, Chirac apresenta-se como voluntário e é incorporado no 2° regimento de Caçadores de África (Chasseur d'Afrique) em Souk-el-Barba. Passa à disponibilidade em 3 de Junho de 1957.
O casamento com Bernadette Chodron de Courcel leva-o a mudar completamente de meio social. Em 1957, entra na famosa Escola Nacional de Administração École nationale d'administration, de onde sairá diplomado (o segundo classificado no seu ano) em 1959. Jacques Chirac é em seguida destacado como reforço administrativo junto de Jacques Pélissier, o director-geral da Agricultura da Argélia.
Ao regressar à França, Chirac foi nomeado auditor do Tribunal de Contas francês e foi nomeado professor (maître de conférences) no Instituto de Estudos Políticos (Institut d'études politiques). Em Junho de 1962, é nomeado em comissão de serviço no secretariado-geral do governo de Pompidou, e depois no próprio gabinete do primeiro-ministro. Um ano mais tarde, é nomeado conselheiro no Tribunal de Contas. Em 1965, foi eleito vereador (conseiller municipal) em Sainte-Féréole, na região da Corrèze, de onde a sua família é originária. Um ano mais tarde, Georges Pompidou escolhe-o para tentar ganhar a circunscrição eleitora de Ussel, um bastião do Partido Comunista. Com o apoio de Marcel Dassault e do seu jornal, bate o seu adversário comunista após uma campanha aguerrida.

### Ministérios (1967–1976)
Menos de um mês depois, em 8 de maio de 1967, Jacques Chirac — chamado "minha escavadora" por Georges Pompidou — foi nomeado secretário do Estado do Emprego (à l'Emploi), no governo Pompidou. Ainda serviria nos governos posteriores, dirigidos por Maurice Couve de Murville, Jacques Chaban-Delmas e Pierre Messmer até 1974.
Uma de suas primeiras realizações foi a criação da Agência Nacional Para o Emprego (Agence Nationale Pour l'Emploi). Durante Maio de 68, teve papel importante nos Acordos de Grenelle e tornou-se o arquétipo do jovem tecnocrata brilhante, parodiado em Astérix. Após Maio de 68, foi nomeado secretário do Estado da Economia e das Finanças (à l'Économie et aux Finances), supervisionado pelo jovem ministro Valéry Giscard d'Estaing. Os dois desconfiam um do outro, mesmo trabalhando juntos: Chirac não é responsabilizado pela desvalorização do franco francês, em 1969.
Em 1971, tornou-se ministro encarregado das relações com o Parlamento; em 5 de Julho de 1972, foi nomeado ministro da Agricultura e do Desenvolvimento rural, no governo Messmer, onde se destacou ao obter os votos em massa dos agricultores. Em Novembro de 1973, apoiado pelo Presidente, alterou decisões de Valéry Giscard d'Estaing, que estava em viagem.
Em Março de 1974, provavelmente após as escutas do Canard enchaîné, Chirac "trocou" seu posto com o de Raymond Marcellin, então ministro do Interior. Morto Georges Pompidou, resolveu apoiar Pierre Messmer, candidato por curto tempo, e depois Valéry Giscard d'Estaing, contra o candidato gaullista Jacques Chaban-Delmas. Reuniu contra Chaban-Delmas 43 deputados e contribui muito à vitória de Giscard d'Estaing na eleição. Também se beneficiou de um conhecimento do terreno e de ligações regionais conseguidos em menos de dois anos no Ministério da Agricultura, e sobretudo, da sua posição num ministério "estratégico" onde tinha na mão os prefeitos, a Informações gerais.
Em 27 de maio de 1974, por seu papel decisivo na eleição, Giscard d'Estaing o nomeou Primeiro-ministro. Conservou o apoio da Union Pour La Défense De La République — União Pela Defesa Da República — (somente cinco ministros) da qual se tornou o secretário-geral, sem ter sido membro. No Matignon, onde trabalham os Primeiros-Ministros, estabeleceu um estilo relaxado e estudioso, começando ao mesmo tempo a disputar espaço com o Presidente. Ambos desejavam governar o país, e tinham caráter muito diferente: a rivalidade persiste desde suas tensões no Ministério das Finanças. A 21 de outubro de 1975, foi agraciado com a Grã-Cruz da Ordem Militar de Cristo, de Portugal. Em 11 de janeiro de 1976, o Presidente efectuou remanejamento ministerial contra o parecer do primeiro-ministro, que denunciou o poder exercido por Giscard d'Estaing e pediu reformulação completa da sua política. Após um encontro no forte de Brégançon, Chirac decidiu demitir-se, gesto que anuncia a 25 de agosto de 1976. Declarou à televisão: " Não disponho mais dos meios que considero necessários para desempenhar com eficácia as funções de primeiro-ministro". Chirac teria afirmado a Giscard d'Estaing "que queria deixar a vida política [...] e que se interrogava sobre a sua vida, e que falava mesmo montar uma galeria de arte".

### Prefeito de Paris, rumo ao Eliseu (1976–1995)
Após ter anunciado sua candidatura à prefeitura de Paris (inicialmente hostil à sua reconstituição), Chirac criou o Rassemblement pour la République. O partido gaullista readquiriu as bases da UDR e Chirac se tornou seu presidente. Em 20 de março de 1977, apesar da oposição de Raymond Barre, que apoiava Michel d’Ornano, tornou-se o primeiro prefeito de Paris após Jules Ferry. O posto, recentemente criado, é de grande importância: quinze bilhões de francos de orçamento (naquela época), 40 000 funcionários, um verdadeiro trampolim eleitoral.
Analisando as eleições presidenciais de 1981, Chirac transformou o RPR em poderosa máquina política: sempre dentro da maioria, e mais importante, com 150 deputados, mais que a Union pour la démocratie française (UDF, partido criado em 1978 para apoiar o Presidente), era muito crítico do Governo. A 26 de novembro de 1978, Chirac foi vítima de acidente numa estrada de Corrèze e transportado para o Hospital Cochin, em Paris. Do Hospital, lançou o “Apelo de Cochin” que denunciava o “partido do estrangeiro”, ou seja UDF. Em 1979, fracassou nas eleições europeias, pois a sua candidatura obteve apenas 16,3% dos votos, contra os 27,6% de Simone Veil, candidata pelo UDF.
Durante as eleições presidenciais, fez campanha pela redução de impostos — a exemplo de Ronald Reagan — e obteve 18% dos votos no primeiro turno, amplamente distanciado por Valéry Giscard d’Estaing (28%) e François Mitterrand (26%), o que levou ao segundo turno. Anunciara que “pessoalmente” votaria no chefe do UDF. Mas seus militantes, e sobretudo os jovens, entenderam que havia pouca convicção na mensagem e votam em bloco na oposição.
Enfraquecido pela derrota, o RPR só obteve 83 cadeiras nas eleições legislativas. Chirac se tornou cada vez mais popular como prefeito de Paris, principalmente por sua política do transporte público, vindo em socorro dos idosos, dos deficientes físicos e das mães solteiras, incentivando as empresas a se manter na cidade. Em 1983, foi reeleito triunfalmente no total dos 20 bairros. Tornava-se assim o chefe da oposição. Em março de 1986, na as eleições legislativas, a união RPR-UDF obteve por pouco a maioria e aconteceu o que Raymond Barre batizou “coabitação”. Chirac, chefe da maioria, tornou-se Primeiro-Ministro.
A coabitação foi motivo de uma guerra aberta entre o primeiro-ministro e o presidente. Mitterrand, criticando a ação de seu primeiro-ministro, colocava-se como um presidente imparcial. Recusou-se a assinar os projetos de lei e Chirac teve de recorrer ao Artigo 49 parágrafo 3 (Constituição da Quinta República Francesa). A estratégia do Presidente favorecia o cansaço da opinião diante de tal método e diante das reformas do governo. O primeiro-ministro teve que abandonar algumas. Conseguiu frear o aumento do desemprego, mas não a cessá-lo. Desconfiava igualmente dele a juventude, com a qual seu ministro Alain Devaquet se chocou em novembro de 1986. Seu ministro Charles Pasqua era outra figura popular à direita mas detestado à esquerda.
Confrontado com a subida espetacular de François Mitterrand nas sondagens, Chirac se lançou numa viagem rápida por toda a França para explicar sua política. No primeiro turno obteve somente 19,9% e foi seguido por Raymond Barre com 16,5%, muito distante de Mitterrand e seus 34,1%. Enfrentou o Presidente, saindo durante um debate televisionado muito áspero, sendo derrotado no segundo turno quando só conseguiu 45,98% dos votos.
Sua base ficou desmoralizada, sua esposa chegou a afirmar: “Os franceses não gostam do meu marido”. De novo na oposição, continuou prefeito de Paris, reeleito triunfalmente em 1989 e trabalhou para se manter à testa da oposição. Em 1991, declarou ser “absolutamente hostil ao plano Delors aspirando a instituir na Europa uma moeda única”.
Em face às grandes dificuldades do governo da esquerda, ele participa da campanha legislativa de 1993 que vê a vitória esmagadora da direita. Escaldado pela experiência anterior, ele prefere ficar recuado e deixa Édouard Balladur se tornar primeiro-ministro, formando assim a “segunda coabitação”. O acordo tácito entre os dois homens é simples: a Édouard Balladur Matignon, a Jacques Chirac o Eliseu em 1995.
Entretanto Édouard Balladur, em vista de sua popularidade, decide se apresentar as eleições presidenciais: os partidários do presidente do RPR berram a traição, visto que o primeiro-ministro leva com ele uma parte dos eleitos dos quais Nicolas Sarkozy e Charles Pasqua. Philippe Seguin, um tempo hesitando, lança-se na batalha ao lado do candidato “legítimo” e se torna com Alain Juppé e Alain Madelin um dos principais apoios de Jacques Chirac. Este empreende uma campanha dinâmica e centrada nos temas da “fratura social”. Jacques Chirac consegue a passar a frente de Édouard Balladur no primeiro turno, tendo levado o segundo frente a Lionel Jospin, candidato dos socialistas, com 52,64% dos votos: ele se tornou Presidente da República.

### Primeira Presidência da República (1995–2002)
Com a sua chegada ao Eliseu, a 17 de maio, Chirac nomeou Alain Juppé primeiro-ministro. Juppé acentuou a luta contra o déficit público, respeitando o pacto de estabilidade da União Europeia e de assegurar a adoção do euro.

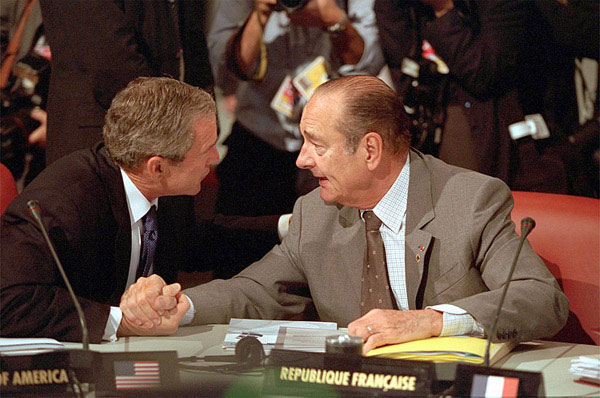
Jacques Chirac e George W. Bush em julho de 2001

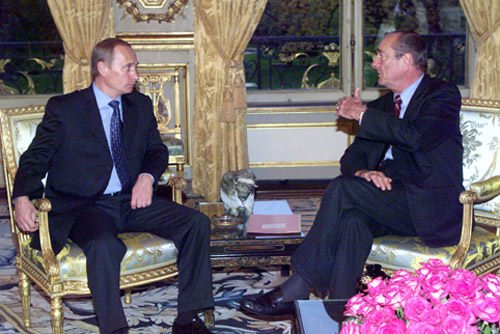
Chirac com o presidente russo Vladimir Putin. Ambos foram contrários à decisão norte-americana de invadir o Iraque

Em Julho de 1995, uma das primeiras decisões foi efetuar a última campanha de testes nucleares antes de assinar o Tratado de interdição completa de testes nucleares, para permitir ao CEA desenvolver seu programa de simulação. Tal decisão provocou fortes protestos, sobretudo na Austrália, nos Estados Unidos, no Japão, na Nova Zelândia e entre os ecologistas, mas não teve efeito prático pois começou a campanha de testes no Oceano Pacífico.
A política internacional de França alterou-se subitamente na Iugoslávia quando o Presidente ordenou represálias após a morte de soldados franceses, em manobras com o NATO que deram fim à guerra civil. Seguiu paralelamente uma política que aproximava a França dos países árabes, trabalhando no processo de paz do conflito israelo-palestiniano. A França voltou a se juntar ao comando integrado da NATO.
Cada vez mais impopular, o governo de Alain Juppé enfrentou grandes greves no Inverno 1995–1996, devidas à reforma das aposentadorias particulares e ao congelamento dos salários dos funcionários públicos. Diante de sua maioria, provavelmente aconselhado por Dominique de Villepin, Chirac arriscou a dissolução da Assembleia Nacional meses antes do previsto. Tomado de surpresa, seu partido e seu eleitorado não compreenderam o seu gesto, mas a oposição denunciou a manobra. As eleições seguintes assistiram à vitória da esquerda pluralista, conduzida por Lionel Jospin; Chirac o nomeou primeiro-ministro.
Esta “terceira coabitação” foi bem mais longa que as anteriores, durando cinco anos. O presidente e o primeiro-ministro tentaram falar com voz única no seio da União Europeia ou em matéria de política estrangeira, comparecendo juntos a reuniões europeias (como durante as duas outras coabitações), mesmo se às vezes existissem alfinetadas verbais entre ambos. Nesta época estouraram os escândalos político-financeiros sobre o RPR e a prefeitura de Paris. O RPR (como o UDF, o OS e o PC) foi acusado de ter aumentado seu orçamento com ajuda de comissões dadas por empresas de construção, que receberam da região da Ile-de-France em contrapartida importantes empreitadas públicas. Chirac era então Presidente do RPR. Era igualmente prefeito de Paris quando dos processos de falsos eleitores no quinto distrito. Havia um inquérito a respeito do financiamento de viagens aéreas de caráter privado do antigo prefeito. Bertrand Delanoë, novo prefeito de Paris, ignorando as primeiras acusações, pediu mais tarde a abertura de um inquérito sobre dois milhões de euros gastos por Chirac no caso “frais de bouche” (despesa com refeições). Por iniciativa do deputado socialista Arnaud Montebourg, 30 deputados (19 do Partido Socialista (PS), quatro dos “Verdes”, quatro do Partido Radial de Esquerda, dois PCF e um MDC) requereram por escrito explicações de Chirac à Suprema Corte. O Conselho Constitucional, porém, presidido por Roland Dumas, confirmou ao presidente sua imunidade, como é definida na constituição.
A 4 de fevereiro de 1999, foi agraciado com o Grande-Colar da Ordem do Infante D. Henrique, de Portugal.
O governo de Lionel Jospin conheceu popularidade importante, marcada pela lei de “35 horas”, a queda do desemprego e a retomada econômica mundial. Sendo por conseguinte favorito, o primeiro-ministro decidiu restabelecer o calendário inicial das eleições (presidencial antes das legislativas) e sobretudo, obteve do Presidente, no início reticente, que propusesse uma alteração na Constituição de modo a transformar o mandato de sete anos em qüinqüenal. Frente à pressão dos seus partidários, mesmo com sondagens pouco favoráveis, Chirac decidiu anunciar mais cedo que o previsto sua candidatura às eleições de 2002, adiantando-se a Lionel Jospin.
Apoiando-se sobre a jovem guarda de deputados do RPR, favoreceu a formação progressiva dum novo partido que deveria fundir o RPR, a UDF e a Democracia Liberal: a “União para uma Maioria Presidencial”. As futuras bases do novo partido (ao qual a UDF, dirigido por François Bayrou, recusa adesão) são os temas da segurança e a redução de impostos. Com de sua grande experiência de campanhas presidenciais, Chirac conduziu uma campanha dinâmica, principalmente sobre o tema da insegurança; Lionel Jospin viu a sua campanha desmoronar. Em 21 de abril, de surpresa, “como um trovão”, Lionel Jospin foi derrotado já no primeiro turno. Chirac chegou à frente com 19,88% e viu-se oposto a Jean-Marie Le Pen. Frequentemente descrito como anti-racista visceral, seguro de vencer, decidiu recusar debates com o adversário, declarando que “frente à intolerância e ao ódio, não há transação possível, nem comprometimento possível, nem debate possível”. Os dois se detestam, notoriamente. Deixou a esquerda e a juventude se manifestar, chamando a votar nele (o slogan de seus opositores mais ferozes era “Votez escroc, pas facho!”, (“Vote no escroque, não no fascista!”)), foi eleito com a percentagem incomum de 82,21%.

### Presidência da República (2002 a 2007)
Lionel Jospin apresentou imediatamente a sua demissão a Chirac. O presidente nomeou como primeiro-ministro um membro da Democracia Liberal, Jean-Pierre Raffarin, o qual governa por decretos durante algumas semanas: o UMP, recém-criado, venceu com amplidão as eleições legislativas seguintes. Chirac tinha outra vez uma maioria. Jean-Pierre Rafarrin começou a executar algumas promessas da campanha: redução do imposto de renda e a multiplicação das ações contra a delinquência, com seu muito mediático e popular ministro de Interior, Nicolas Sarkozy atacando a insegurança rodoviária com ajuda do ministro dos Transportes Gilles de Robien. Virão em seguida a flexibilização das 35 horas, a reforma das aposentadorias e da segurança social, a descentralização.

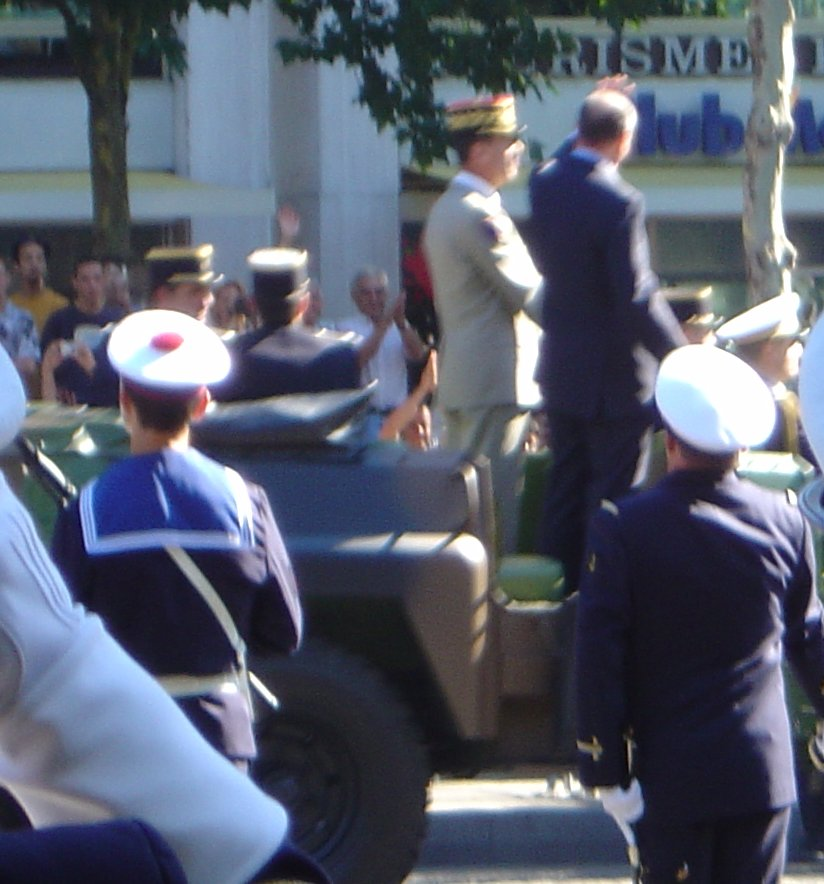
Jacques Chirac durante o desfile no 14 de julho de 2003

Na situação internacional, marcada pelos atentados de 11 de setembro, houve a intensificação da política externa do presidente norte-americano George W. Bush, com quem Jacques Chirac se entende mal. Como Chirac não o apoiou quando da intervenção norte-americana no Afeganistão, Bush se alinhou com Gerhard Schröder. Junto de Vladimir Putin, Chirac foi o oponente principal dos Estados Unidos na invasão do Iraque. Apoiado por seu ministro de Assuntos Estrangeiros Dominique de Villepin, Chirac conseguiu que os Estados Unidos passassem fugazmente pela ONU antes de recorrer às armas, invadindo o Iraque. Aproveitando o consenso nacional sobre o assunto, Chirac se fez o centro dum “mundo multipolar”. Apoiado pela opinião pública europeia e por muitos governantes (com exceção dos Primeiros Ministros britânico, italiano e espanhol, sempre favoráveis aos americanos, e os dirigentes do leste da União Europeia), Chirac se opôs à invasão norte-americana e deixou claro que usaria o direito de veto da França no Conselho de Segurança das Nações Unidas. Tal aviso valeu-lhe uma campanha hostil, sobretudo na mídia anglo-saxônica. O jornal The Sun chega a escrever então: “Chirac is a worm” --- “Chirac é um verme”. As relações com os Estados Unidos se tornam execráveis, começando a se normalizar apenas a partir da comemoração do desembarque na Normandia, 15 meses mais tarde.
Depois de uma derrota importante nas eleições cantonais (subdivisão dos departamentos) e regionais de 2004 (20 das 22 regiões da França metropolitana passaram ou voltaram à esquerda), Chirac nomeou Nicolas Sarkozy ministro de estado, ministro da Economia, das Financias e da Indústria: a maior parte dos editores políticos (entre eles os do “Canard Enchaîné”, do “Nouvel Observateur” e do “Express”) viram nisso a maneira de fazer baixas sua popularidade tão forte (contrariamente à do primeiro-ministro, no ponto mais baixo das sondagens). Diante às ambições presidenciais manifestadas por Nicolas Sarkozy, ele cobrou dele, na época de seu discurso de 14 de julho de 2004, escolher entre sua poltrona ministerial e o posto de presidente da UMP. Em novembro, Sarkozy foi eleito presidente do partido e deixou o ministério, que foi confiado a Hervé Gaymard. Em fevereiro de 2005, Gaymard foi obrigado a se demitir após um escândalo, sendo substituído por Thierry Breton.
Para envolver os franceses no tema da Constituição Europeia, Chirac decidiu organizar um referendo para sua ratificação. Agora favorável à entrada da Turquia na União Europeia (seu mais caro desejo ou “vœu le plus cher”), sabia que uma parte da maioria se opunha, o que ensombrecia as previsões sobre o referendo. A 17 de setembro, os 25 países da UE decidiram abrir as negociações com a Turquia. O projeto de diretrizes Bolkestein desviou parte da inquietação social crescente na Europa, apesar das tentativas de desarticulação do Presidente. As sondagens mudam de resultado três vezes, o debate inflama os franceses e mobiliza a mídia até o dia do referendo. Em 29 de maio, após campanha marcada pelo envolvimento pessoal do Presidente, o “não” venceu com 54,87% dos votos e com forte participação de 69,74%. Dois dias depois, Jean-Pierre Raffarin se demitia: Chirac anunciou como seu substituto um duo, Dominique de Villepin e Nicolas Sarkozy, o primeiro como primeiro-ministro e Sarkozy como ministro de Estado do Interior. A imprensa enfureceu-se contra as pouca mudanças no governo, sem deixar de se sentir curiosa com a “coabitação” dos dois (falou-se em “vice-primeiro-ministro”). Jacques Chirac deixou a Presidência da França no dia 16 de maio de 2007, após 12 anos de governo.

#### Tentativa de assassinato
Em 14 de julho de 2002, durante as comemorações do Dia da Bastilha, Chirac sobreviveu a uma tentativa de assassinato por um atirador solitário com um rifle escondido em um estojo de violão. O pretenso assassino disparou um tiro em direção à comitiva presidencial, antes de ser dominado pelos transeuntes. O atirador, Maxime Brunerie, foi submetido a testes psiquiátricos; o violento grupo de extrema-direita ao qual estava associado, Unité Radicale, foi dissolvido administrativamente.

## Percurso político
- 1950, militou curto espaço de tempo no Partido Comunista Francês.
- 1962, colaborador de Georges Pompidou.
- 1967, eleito deputado da Corrèze, moldou sua carreira ministerial.
- 1974, nomeado Primeiro-Ministro pelo Presidente Valéry Giscard d'Estaing.
- 1976, demissionário, cedeu lugar a Raymond Barre e criou o partido Reunião pela República ou RPR.
- 1977, eleito prefeito de Paris; ficou no poder 18 anos (reeleito em 1983 e 1989).
- 1978, em 6 de dezembro lançou o "Apelo de Cochin" (hospital onde esteve após um acidente) e declarou: “Prepara-se a submissão da França, prepara-se a ideia de seu rebaixamento”. Denunciou "o partido estrangeiro" quando se formava a União pela Democracia Francesa ou UDF.
- 1981, apresentou-se pela primeira vez numa eleição presidencial contra Valéry Giscard d’Estaing. Obtém apenas 18% dos votos.
- 1986, vitória do RPR e da UDF nas eleições legislativas. Tornou-se o Primeiro-Ministro da primeira coabitação com François Mitterrand.
- 1988, eleição presidencial, sendo derrotado no segundo turno por Mitterrand.

Desde os anos 1990, seu nome é evocado nos grandes processos judiciais que envolvem a Prefeitura de Paris. A função presidencial o mantém imune aos inquéritos judiciais.
- 1995, eleições presidenciais, eleito Presidente da República à frente de Lionel Jospin com 52,6% dos votos. Nomeia Alain Juppé primeiro-ministro.
- 1997, dissolução da Assembleia Nacional. A esquerda venceu as eleições legislativas de modo que se vê obrigado a nova coabitação (1997–2002). Nomeia Lionel Jospin (PS) primeiro-ministro.
- 2002, reeleito Presidente da República com 19,88% dos votos no primeiro turno (a cifra mais baixa para um presidente em exercício) e 82% no segundo turno, quantidade histórica na Quinta República que se deveu em grande parte a um consenso geral dos eleitores de todos os partidos políticos. Esta enorme vitória expressa a vontade do povo francês de contrariar o candidato da Frente Nacional. Uma sondagem IPSOS na saída das urnas mostrou que cerca de 82% dos eleitores votara nos candidatos de esquerda ou centro no primeiro turno, e em Chirac no segundo turno.

O Primeiro-Ministro Jean-Pierre Raffarin foi substituído em 31 de maio de 2005 por Dominique de Villepin.

## Mandatos eletivos
- Vereador e Prefeito:
  - 1965–1971ː membro da câmara de vereadores Sainte-Féréole, Corrèze.
  - 1971–1977ː membro da câmara de vereadores de Sainte-Féréole, Corrèze.
  - 1977–1983ː membro da câmara de vereadores de Paris e prefeito de Paris.
  - 1983–1989ː membro da câmara de vereadores de Paris e prefeito de Paris.
  - 1989–1995ː prefeito de Paris, mandato interrompido após sua eleição à Presidência da República em maio de 1995. O mandato de vereador de Paris se completa normalmente nas eleições municipais no mês seguinte, junho de 1995.
- Conselheiro Geral:
  - 1968–1970ː membro do Conselho Geral da Corrèze.
  - 1970–1976ː membro e presidente do Conselho Geral da Corrèze.
  - 1976–1979ː membro e presidente do Conselho Geral da Corrèze.
  - 1979–1982ː membro do Conselho Geral da Corrèze.
- Deputado
  - 1967–1967: deputado da Corrèze. (1)
  - 1968–1968: deputado da Corrèze. (1)
  - 1973–1973: deputado da Corrèze. (1)
  - 1976–1978ː deputado da Corrèze. (2)
  - 1978–1981ː deputado da Corrèze. (3)
  - 1981–1986ː deputado da Corrèze.
  - 1986–1986: deputado da Corrèze. (1)
  - 1988–1993ː deputado da Corrèze.
  - 1993–1995ː deputado da Corrèze. (4)
- Eurodeputado:
  - 1979–1980ː membro do Parlamento Europeu, demissionário.
- Presidente da República:
  - 1995–2002ː presidente da República.
  - 2002–2007ː presidente da República.

Legendaː

(1) mandatos interrompidos após nomeações no governo
(2) eleições parciais após a demissão de seu suplente
(3) mandato interrompido pela dissolução da Assembleia Nacional

(4) mandato interrompido após sua eleição a presidência da República

## Cargos governamentais
- 1967–1968ː secretário de Estado junto ao Ministro de Assuntos Sociais, encarregado dos dos problemas trabalhistas (quarto governo de Georges Pompidou)
- 1968–1968: secretário de Estado junto ao Ministro de Economia e Finanças (quinto governo de Georges Pompidou)
- 1968–1969ː secretário de Estado junto ao Ministro de Economia e Finanças (governo de Maurice Couve de Murville)
- 1969–1972ː secretário de Estado junto ao Ministro de Economia e Finanças (governo de Jacques Chaban-Delmas)
- 1972–1973ː ministro da Agricultura e do Desenvolvimento Rural (governo de Pierre Mesmer (1))
- 1973–1974ː ministro da Agricultura e do Desenvolvimento Rural (governo de Pierre Mesmer (2))
- 1974–1974: ministro do Interior (governo Pierre Mesmer (2))
- 1974–1976ː Primeiro-ministro (Governo Jacques Chirac (1))
- 1986–1988ː Primeiro-ministro (Governo Jacques Chirac (2))

## Outros
- Paródia: les Guignol de l’info parodiam regularmente Jacques Chirac.
- Filateliaː os correios da Autoridade Palestina emitiram bloco de quatro selos em homenagem a Chirac em 2004 (Imagem).
- Jacques Chirac e Bernadette Chirac “adotaram de coração” uma vietnamita: Ann Dao Phan, chegada na França em 1979.
- É apaixonado pelos Índios Tainos, da América central, e povos primitivos. Chegou a mostrar sua paixão no programa “Cercle de Minuit” de Michel Field em 1994.

## Obras
- Tese no Instituto de Estudos Políticos (Institut d'Études politiques) sobre o tema: O desenvolvimento do porto de Nova Orléans (Le développement du port de la Nouvelle-Orléans), em 1954;
- Discours pour la France à l'heure du choix, 1978 (Discurso para a França na hora da escolha)
- La lueur de l'espérance: Réflexion du soir pour le matin, 1978; («O clarão da esperança: Reflexão da noite para a manhã»)
- Une nouvelle France, Réflexions 1, 1994; (Uma nova França, Reflexões)
- La France pour tous, 1995. (A França para todos)

## Obras ou artigos consagrados a Chirac
- À la découverte de leurs racines, tomo I, capítulo Jacques Chirac, de Joseph Valynseele e Denis Grando. (L'Intermédiaire des Chercheurs et Curieux, 1988.); (Descobrindo suas raízes).
- Chirac ou la fringale du pouvoir (Chirac e a bulimia do poder) Ed. Alain Moreau, 1977 por Henri Deligny;
- Le vrai visage de Jacques Chirac (A verdadeira cara de Jacques Chirac) — Feitos e documentos. 1995 por Emmanuel Ratier;
- L'Homme qui ne s'aimait pas (O homem que não se amava) por Éric Zemmour;
- Chirac, père et fille (Chirac, pai e filha) por Claude Angéli e Stéphanie Mesnier (Grasset).
- Noir Chirac, (Negro Chirac) por François-Xavier Vershaeve, Les Arènes, 2002;
- Chirac? On vous avait prévenus. (Chirac? Nós tínhamos avisado!) Ed. Syllepse, 2002. por Henri Deligny;
- Jacques a dit, (Jacques falou) por Jérôme Duhamel, 1997. Coletânea de citações de Chirac, reunidas maliciosamente.
- D'un Chirac l'autre, (De um Chirac ao outro) por Bernard Billot, Paris: edições Bernard de Fallois, 16 de março de 2005. 558 p. ISBN 2-87706-555-3

## Condecorações
- Grã-Cruz da Legião de Honra
- Grã-Cruz da Ordem Nacional do Mérito
- Grã-Cruz do Mérito da Ordem Soberana de Malta
- Cruz do Valor Militar
- Medalha da Aeronáutica
- Cavaleiro do Mérito agrícola
- Cavaleiro das Artes e das Letras
- Cavaleiro da Estrela Negra
- Cavaleiro do Mérito desportivo.

## Processos Criminais
Chirac foi acusado em 21 de Novembro de 2007 dos crimes de "desvio de fundos públicos" por ter permitido empregos fictícios alegadamente pagos pelo gabinete do presidente da Câmara de Paris.
O ex-presidente foi julgado por um alegado processo de corrupção que foi anunciado em 30 de Outubro de 2009. Com esta decisão, Chirac tornou-se o primeiro ex-presidente francês a ser julgado pela justiça.
Em 15 de dezembro de 2011, Chirac foi condenado a dois anos de prisão com pena suspensa por "abuso de confiança, desvio de fundos públicos e prevaricação". O caso envolvia empregos fictícios criados na Câmara Municipal de Paris que permitiam financiar o RPR, antigo partido de Chirac enquanto presidente da Câmara Municipal Parisiense. Com 79 anos de idade e problemas neurológicos, Chirac decidiu não recorrer da decisão.

## Morte
Faleceu em 26 de setembro de 2019, a causa da morte não foi divulgada. Porém, Chirac teve uma série de problemas de saúde depois do derrame que sofreu em setembro de 2005. 